# John Adams (tv-serie)
 For alternative betydninger, se John Adams (flertydig). (Se også artikler, som begynder med John Adams)
John Adams er en amerikansk miniserie fra 2008, instrueret af Tom Hooper. Serien, der er baseret på David McCulloughs biografi af samme navn fra 2001, følger det meste af John Adams' politiske liv og rolle i grundlæggelsen af USA. Foruden Paul Giamatti i titelrollen ses blandt andet Laura Linney og Tom Wilkinson som henholdsvis Abigail Adams og Benjamin Franklin.
Serien modtog og blev nomineret til flere Emmy og Golden Globe Awards, 

## Medvirkende
- Paul Giamatti som John Adams
- Laura Linney som Abigail Adams
- Stephen Dillane som Thomas Jefferson
- David Morse som George Washington
- Tom Wilkinson som Benjamin Franklin
- Rufus Sewell som Alexander Hamilton
- Justin Theroux som John Hancock
- Danny Huston som Samuel Adams
- Clancy O'Connor som Edward Rutledge
- Željko Ivanek som John Dickinson
- Ebon Moss-Bachrach som John Quincy Adams
- Sarah Polley som Abigail Adams Smith
- Andrew Scott som William S. Smith
- John Dossett som Benjamin Rush
- Mamie Gummer som Sally Smith Adams
- Caroline Corrie som Louisa Adams
- Samuel Barnett som Thomas Adams
- Kevin Trainor som Charles Adams
- Tom Hollander som Kong Georg 3.
- Julian Firth som Hertugen af Dorset
- Damien Jouillerot som Kong Ludvig 16.
- Guy Henry som Jonathan Sewall
- Brennan Brown som Robert Treat Paine
- Paul Fitzgerald som Richard Henry Lee
- Tom Beckett som Elbridge Gerry
- Del Pentecost som Henry Knox
- Tim Parati som Caesar Rodney
- John O'Creagh som Stephen Hopkins
- John Keating som Timothy Pickering
- Hugh O'Gorman som Thomas Pinckney
- Timmy Sherrill som Charles Lee
- Judith Magre som Madame Helvetius
- Jean-Hugues Anglade som Comte af Vergennes
- Jean Brassard som Admiral d'Estaing
- Pip Carter som Francis Dana
- Sean McKenzie som Edward Bancroft
- Derek Milman som Løjtnant James Barron
- Patrice Valota som Jean-Antoine Houdon
- Nicolas Vaude som Chevalier de la Luzerne
- Bertie Carvel som Lord Carmarthen
- Alex Draper som Robert Livingston
- Cyril Descours som Edmond-Charles Genêt
- Alan Cox som William Maclay
- Sean Mahan som Gen. Joseph Warren
- Eric Zuckerman som Thomas McKean
- Ed Jewett som James Duane
- Vincent Renart som Andrew Holmes
- Ritchie Coster som Kaptajn Thomas Preston
- Lizan Mitchell som Sally Hemings
- Pamela Stewart som Patsy Jefferson
- Lucas N Hall som Officer i den kontinentale hær
- Steven Hinkle som unge John Quincy Adams
- Buzz Bovshow som John Trumbull